# Stad madina Zajid ar-rijadijja
Stad madina Zajid ar-rijadijja – wielofunkcyjny stadion w Abu Zabi, stolicy Zjednoczonych Emiratów Arabskich.
Pojemność stadionu wynosi 49 500 widzów. Został otwarty w 1980 roku. Nosi imię Zaida ibn Sultana an-Nahajana, pierwszego prezydenta Zjednoczonych Emiratów Arabskich. Jest wyposażony w bieżnię lekkoatletyczną i otoczony dwupoziomowymi, zadaszonymi trybunami. Wschodnia trybuna na samym środku jest przerwana, by zrobić miejsce dla dużego telebimu. Obiekt był jedną z aren Pucharu Zatoki Perskiej w latach 1982, 1994 i 2007, Klubowego Pucharu Świata w latach 2009 i 2010, młodzieżowych Mistrzostw Świata 2003 oraz Pucharu Azji 1996.
Był również areną pierwszego w historii zwycięstwa nowo powstałej reprezentacji rugby union Zjednoczonych Emiratów Arabskich odniesionego nad Kazachami w ramach Asian Five Nations 2011.